# 埼玉東部消防組合
埼玉東部消防組合（さいたまとうぶしょうぼうくみあい、埼玉東部消防組合消防局）は、埼玉県加須市、幸手市、白岡市、杉戸町、久喜市、宮代町の4市2町により組織された一部事務組合（消防組合）。管轄区域は前述の4市2町。

## 概要
埼玉県が進める消防広域化推進計画では県内36本部を7ブロックに再編する計画であり久喜市を中心とする第7ブロックは協議会を重ね2013年4月1日に加須市消防本部・幸手市消防本部・白岡市消防本部・杉戸町消防本部・久喜地区消防組合を統合し埼玉東部消防組合を設立した。
計画では蓮田市消防本部と羽生市消防本部も第7ブロックに含まれていたが協議会から離脱した。
- 消防本部：久喜市上早見396
- 消防本部名称：埼玉東部消防組合消防局
- 管内面積：320.54km2
- 職員数：631（2021年4月1日現在）
- 消防署：6署、分署：7署、出張所：1所、救急ステーション：1所

## 主力機械

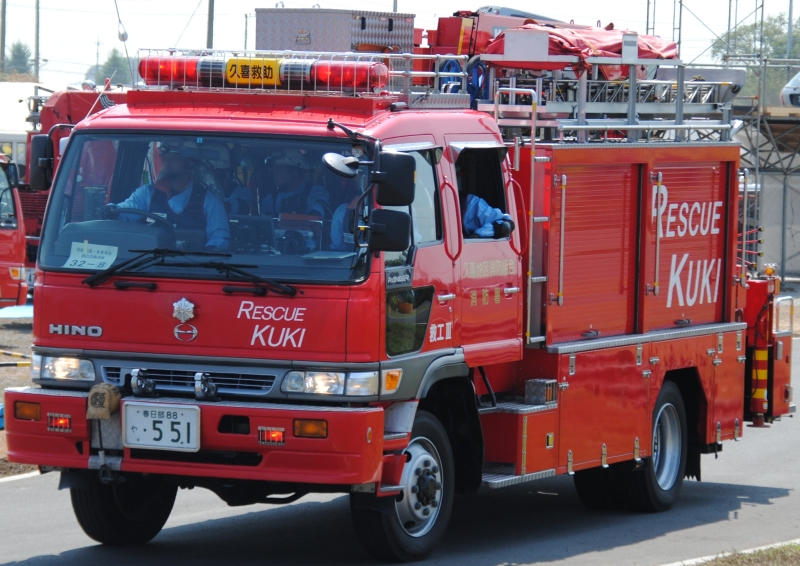
旧救助工作車（久喜地区消防組合時代）（廃車済み）
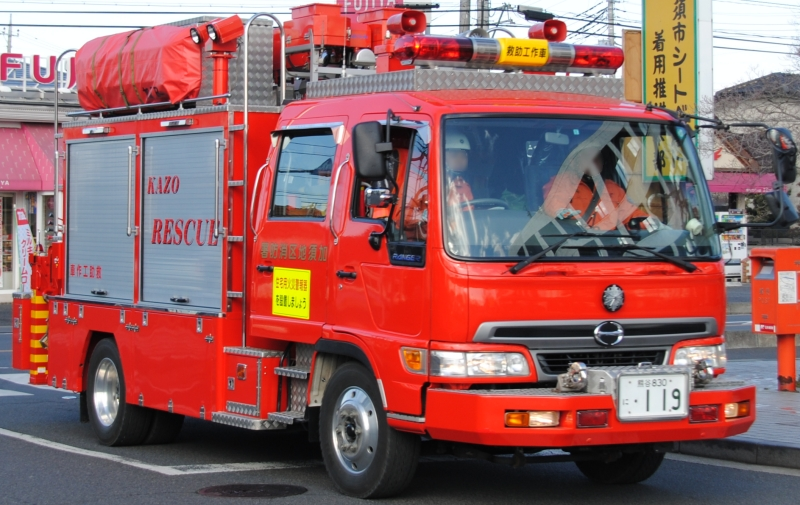
救助工作車（加須市消防本部時代）(廃車済み)
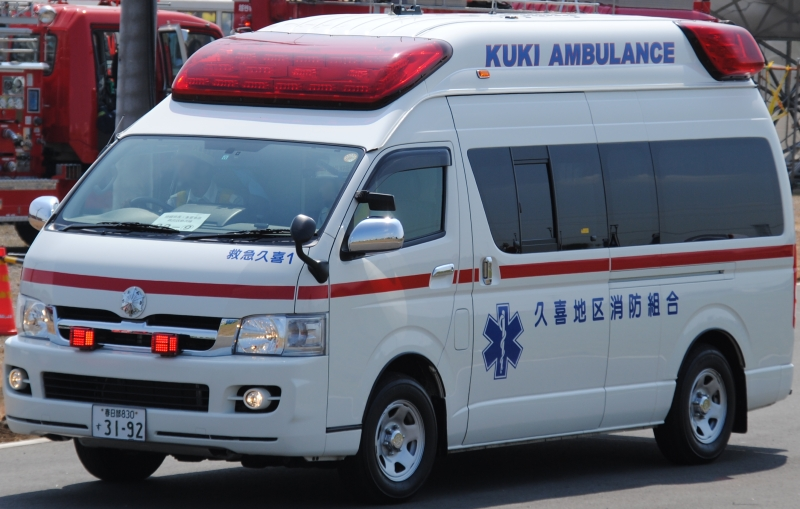
旧高規格救急車（久喜地区消防組合時代）（廃車済み）
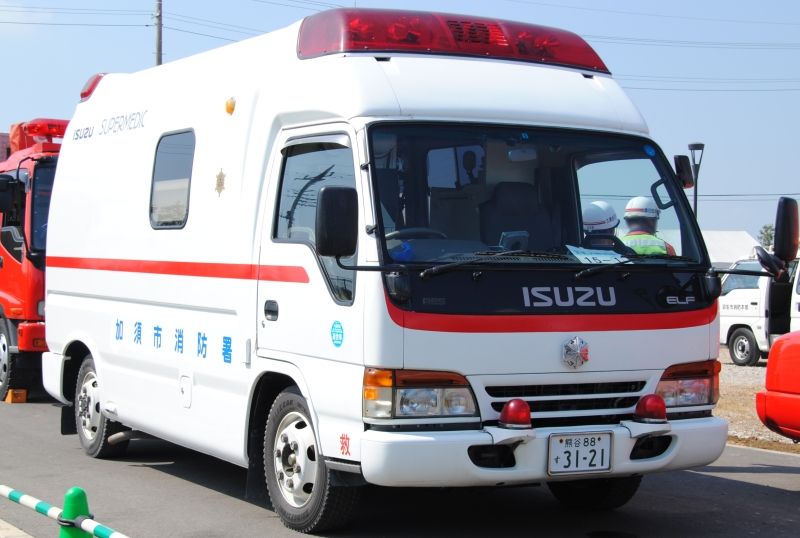
旧高規格救急車（加須市消防本部時代）（廃車済み）
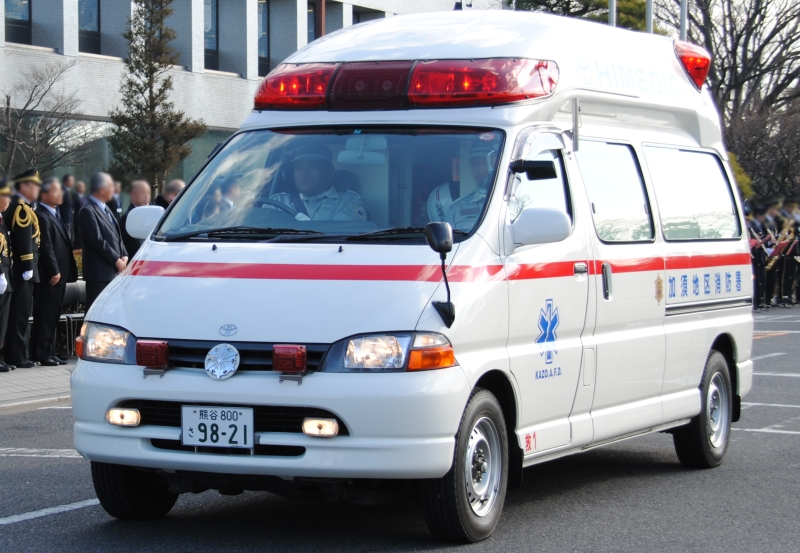
旧高規格救急車（加須市消防本部時代）（廃車済み）
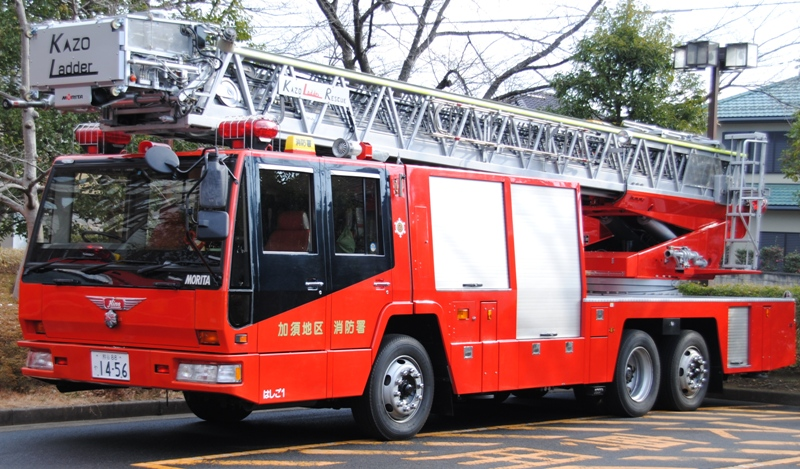
旧はしご車（加須市消防本部時代）（廃車済み）
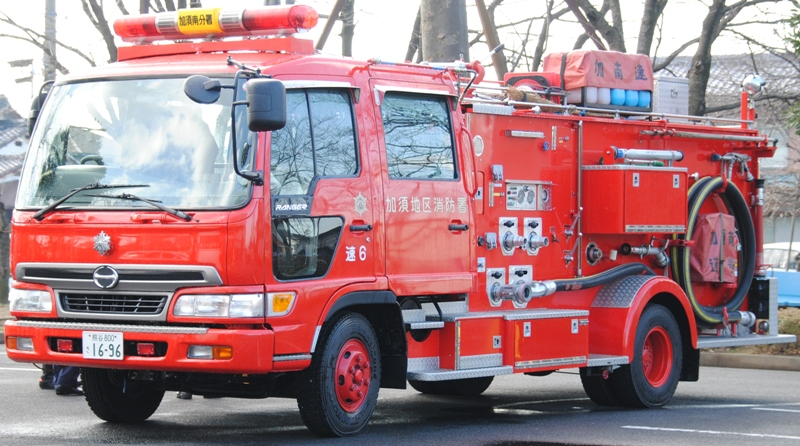
旧消防ポンプ車（加須市消防本部時代）（廃車済み）
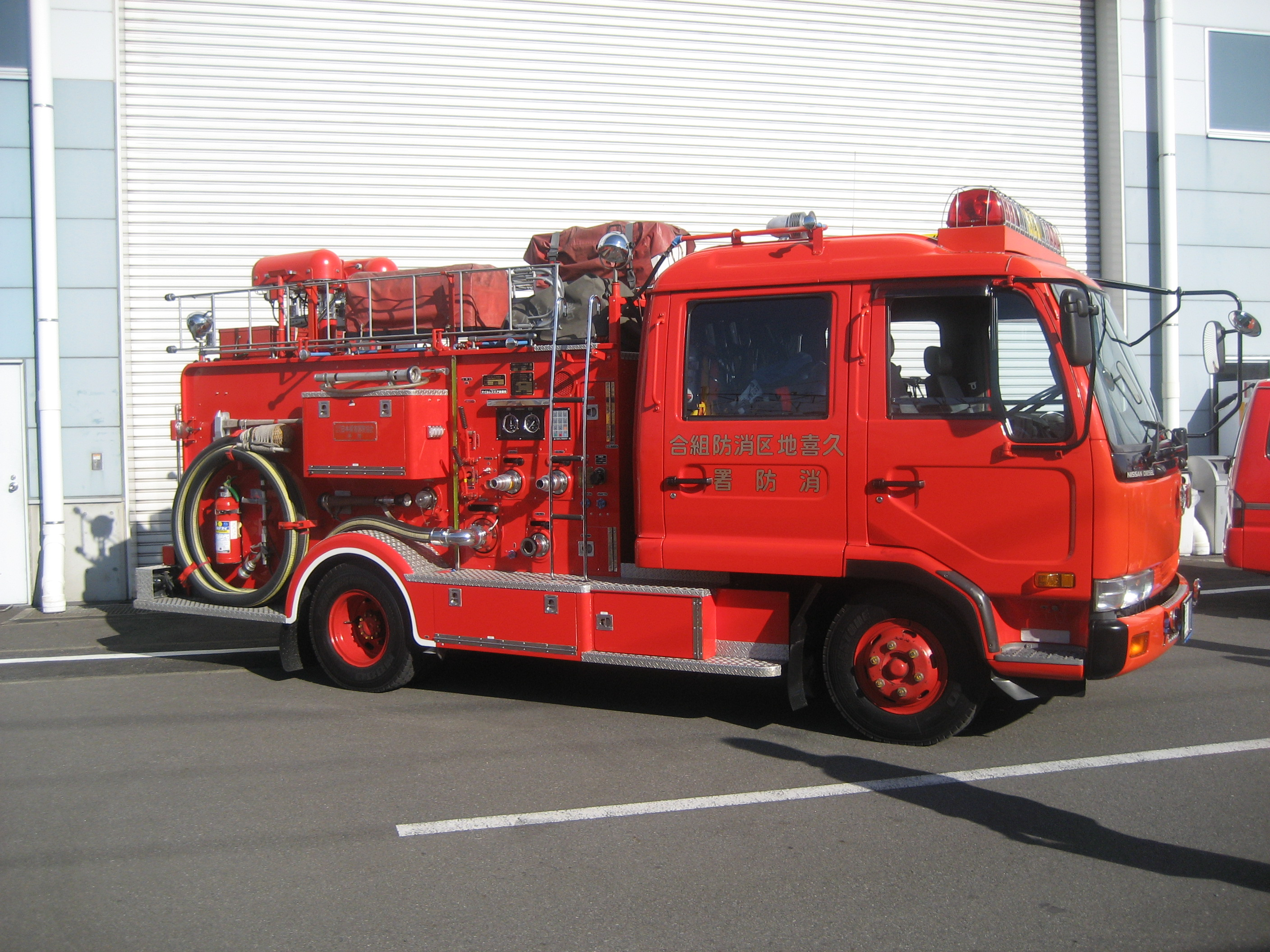
旧ポンプ車（久喜地区消防組合時代）（廃車済み）
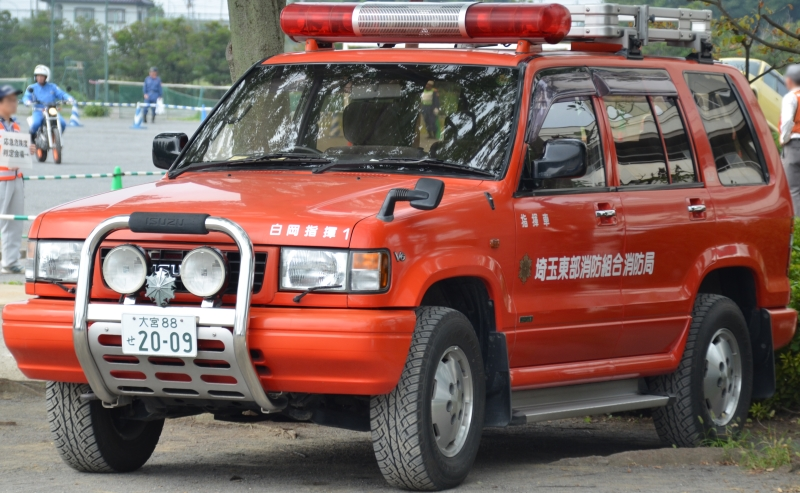
旧指揮車（廃車済み）
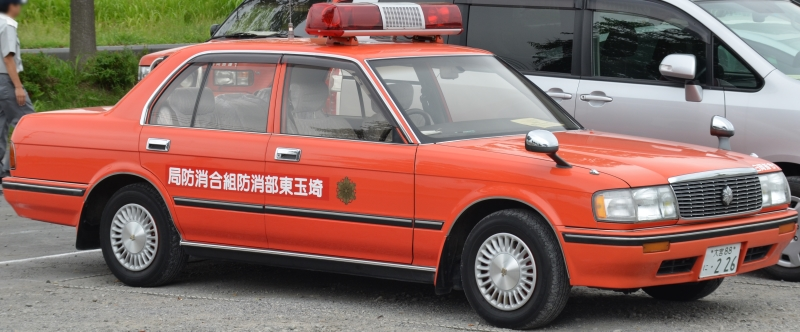
旧指令車（廃車済み）

## 沿革

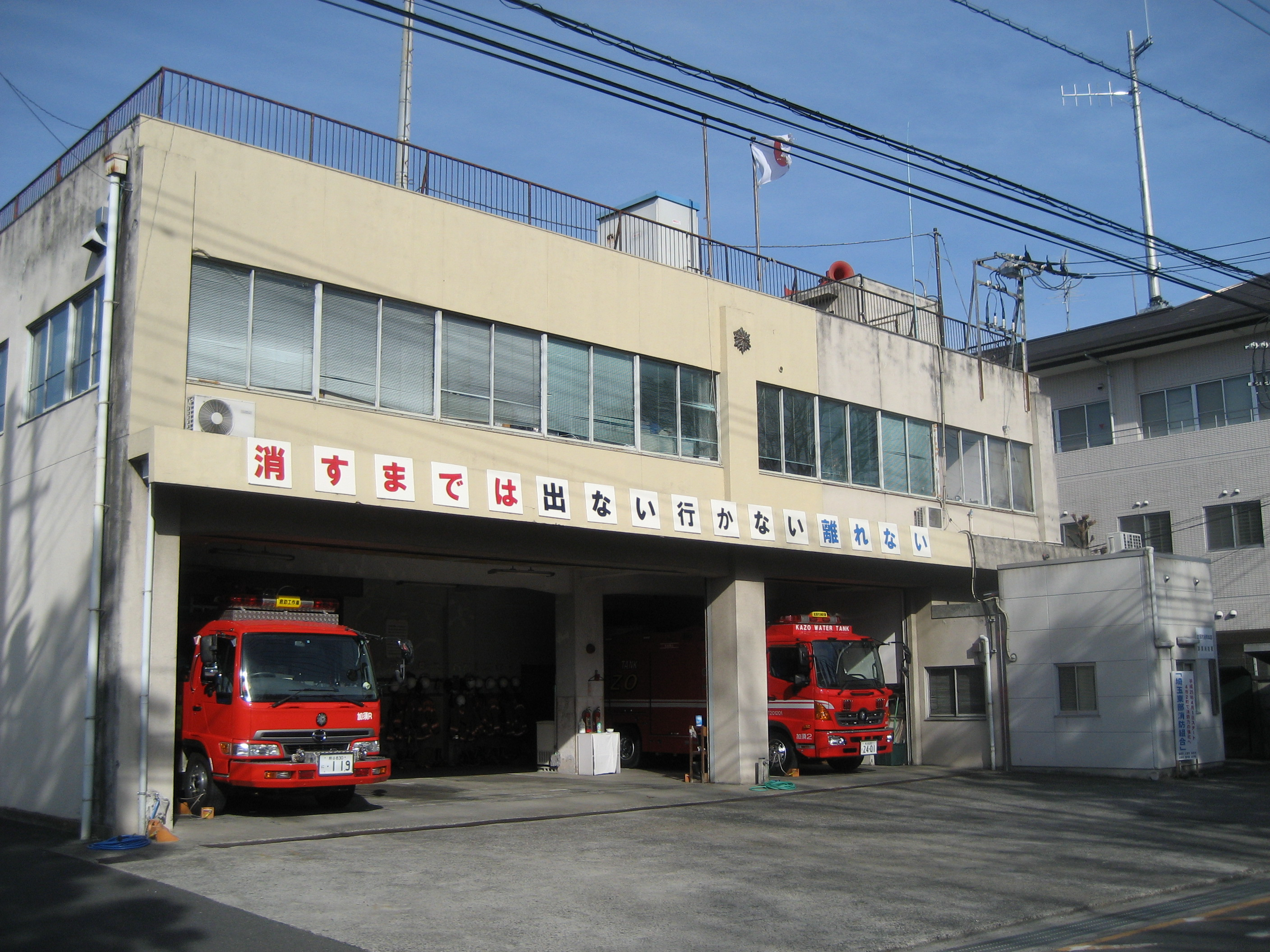
加須消防署（旧庁舎）

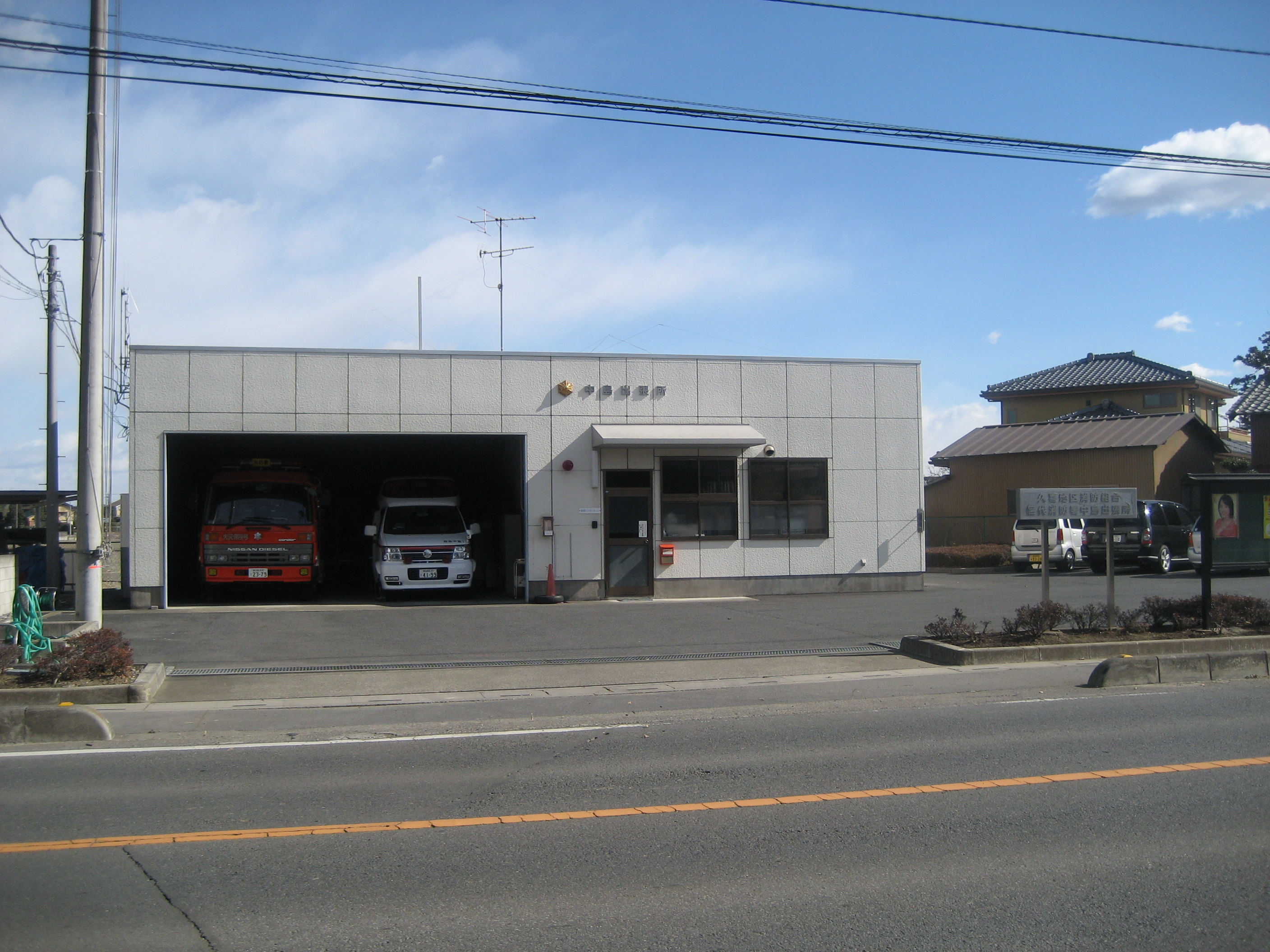
旧宮代消防署中島出張所

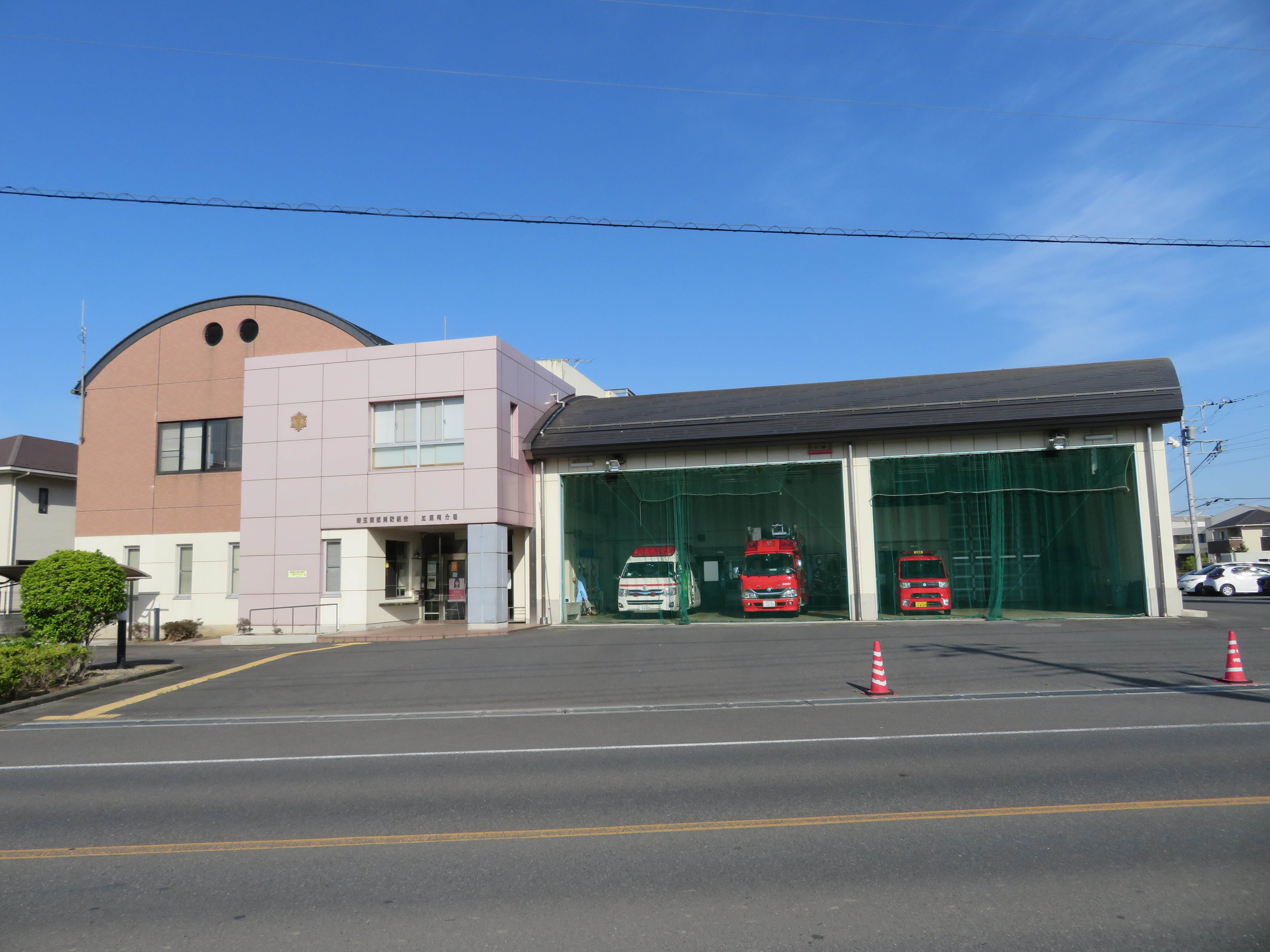
旧加須消防署加須南分署

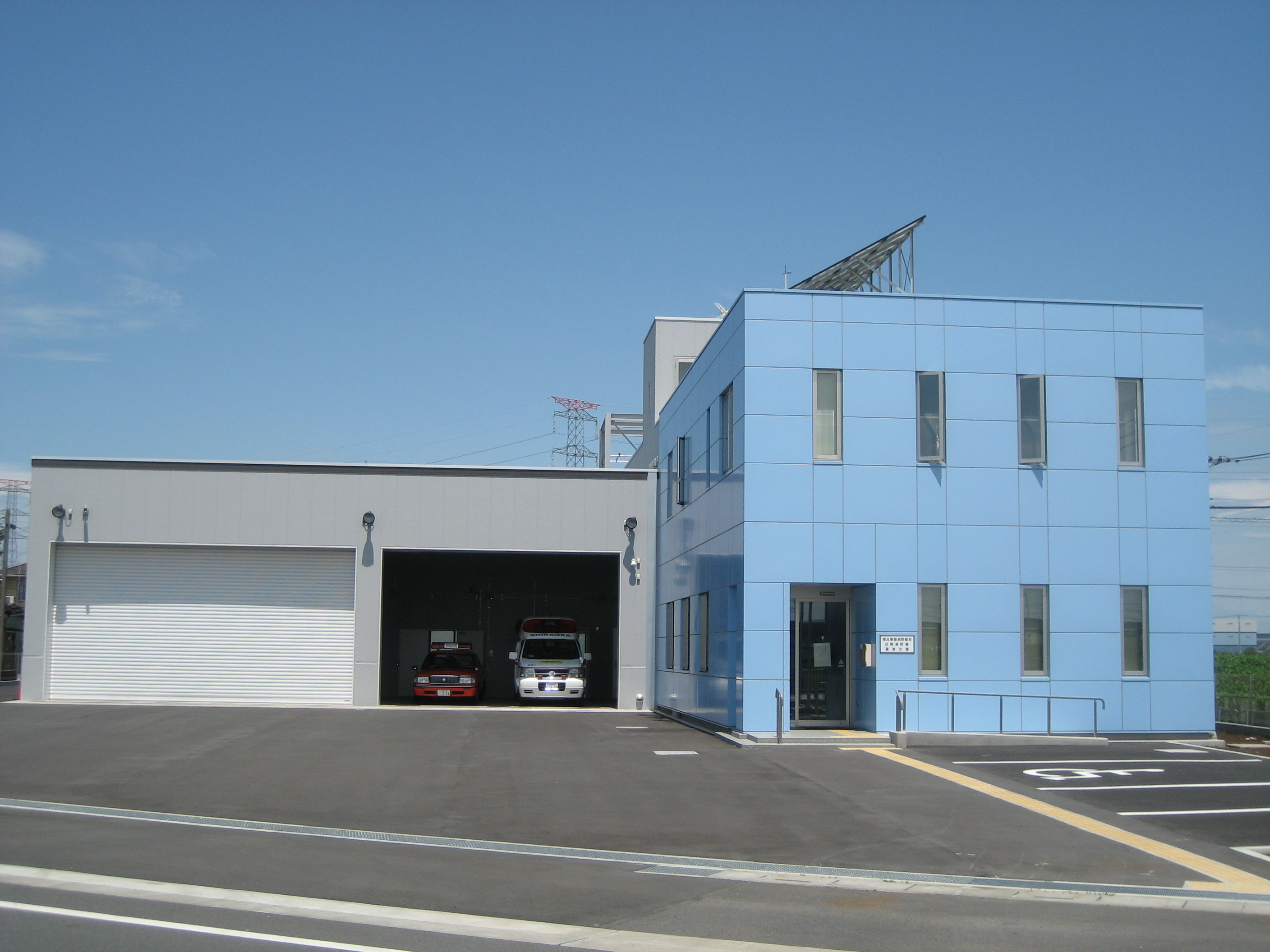
旧白岡消防署篠津分署

- 2013年4月　加須市消防本部・幸手市消防本部・白岡市消防本部・杉戸町消防本部・久喜地区消防組合が統合され埼玉東部消防組合が発足。
- 2013年7月　伊藤園と「災害時における救援物資提供に関する協定書」を締結する。
- 2013年11月　埼玉県レッカー事業協同組合と「災害支援活動に関する協定書」を締結する。
- 2014年4月　加須消防署が加須市北小浜780番地１に新庁舎（加須市防災センター）を建設し移転する。旧庁舎は加須消防署指令分室となる。
- 2015年1月　消防指令センターを本部に一元化し、高機能消防指令センターを運用開始する。それに伴い、加須消防署指令分室を廃止する。
- 2015年11月　総務省消防庁より緊急消防援助隊の車両として無償貸与された津波・大規模風水害対策車両を運用開始。
- 2016年4月　久喜消防署の特別救助隊を高度救助隊に格上げする。同部隊は埼玉県特別機動援助隊（埼玉SMART）に登録されている。
- 2019年7月 杉戸消防署の救助隊を廃止する。
- 2020年6月　宮代消防署中島出張所を杉戸消防署に再編統合する[3]。
- 2021年4月　幸手消防署幸手西分署を幸手消防署幸手西救急ステーションに再編する[4]。
- 2022年4月　加須消防署加須南分署を加須消防署に、白岡消防署篠津分署を白岡消防署に統合再編し、加須消防署と白岡消防署の救急隊が2隊運用となる[5]。
- 2022年6月　埼玉県済生会加須病院内に救急ワークステーションを開設する[6]。

## 消防署
| 名称       | 建物       | 所在地               | 分署・出張所・救急ステーション | 分署・出張所・救急ステーション | 所在地             |
| 名称       | 建物       | 所在地               | 名称                           | 建物                           | 所在地             |
| ---------- | ---------- | -------------------- | ------------------------------ | ------------------------------ | ------------------ |
| 久喜消防署 |            | 久喜市上早見396      | 久喜東分署                     |                                | 久喜市吉羽2-30-2   |
| 久喜消防署 | 鷲宮分署   | 久喜市上早見396      |                                | 久喜市西大輪2111-6             |                    |
| 久喜消防署 | 菖蒲分署   | 久喜市上早見396      |                                | 久喜市菖蒲町新堀964-1          |                    |
| 久喜消防署 | 栗橋分署   | 久喜市上早見396      |                                | 久喜市栗橋324-2                |                    |
| 宮代消防署 |            | 宮代町大字須賀650-1  | なし                           | -                              | -                  |
| 加須消防署 |            | 加須市北小浜780番地1 | 騎西分署                       |                                | 加須市騎西3-2      |
| 加須消防署 | 大利根分署 | 加須市北小浜780番地1 |                                | 加須市北下新井773              |                    |
| 加須消防署 | 北川辺分署 | 加須市北小浜780番地1 |                                | 加須市麦倉1258-1               |                    |
| 幸手消防署 |            | 幸手市東4-5-10       | 幸手西救急ステーション         |                                | 幸手市大字下川崎10 |
| 白岡消防署 |            | 白岡市寺塚162-1      | なし                           | -                              | -                  |
| 杉戸消防署 |            | 杉戸町大字堤根4750-1 | 泉出張所                       |                                | 杉戸町大字椿628-2  |

## 消防車両
- 水槽付消防ポンプ自動車 - 10台
- 消防ポンプ自動車 - 15台
- はしご付消防ポンプ自動車 - 3台
- 化学消防ポンプ自動車 - 4台
- 救助工作車 - 4台
- 高規格救急自動車 - 18台
- 指揮車 - 5台

- 指令車 - 16台
- 資機材搬送車 - 4台
- 支援車 - 2台
- 津波・大規模風水害対策車 - 1台
- 非常用消防ポンプ自動車 - 5台
- 非常用高規格救急自動車 - 4台

## 相互応援協定
- 埼玉県下消防相互応援協定（県内市町村）
- 東北自動車道管内市町(組合)間の消防相互応援協定（川口市消防局、さいたま市消防局、蓮田市消防本部、羽生市消防本部、館林地区消防組合）
- 首都圏中央連絡自動車道消防相互応援協定（埼玉県央広域消防本部、茨城西南広域消防本部、埼玉県南西部消防局、埼玉西部消防組合、入間東部地区消防組合、川越地区消防組合、坂戸・鶴ヶ島消防組合、比企広域消防本部、深谷市消防本部）
- 埼玉県防災ヘリコプター応援協定（埼玉県）
- 埼玉県と消防機関及び埼玉DMATの災害時における高速自動車国道等の使用の取扱いに関する協定
- 鉄道災害における鉄道事業者と消防機関との連携に関する協定

隣接する消防機関との協定
- 羽生市消防本部‥加須市の一部地域
- さいたま市消防局‥白岡市の一部地域
- 蓮田市消防本部‥久喜市・白岡市の一部地域
- 春日部市消防本部‥宮代町・杉戸町・白岡市の一部地域
- 埼玉県央広域消防本部‥加須市・久喜市の一部地域
- 行田市消防本部‥加須市の一部地域
- 茨城西南地方広域市町村圏事務組合消防本部（茨城県）‥加須市・久喜市・幸手市の一部地域
- 野田市消防本部（千葉県）‥幸手市の一部地域
- 栃木市消防本部（栃木県）‥加須市の一部地域
- 館林地区消防組合（群馬県）‥加須市の一部地域

埼玉県特別機動援助隊
東部地区の埼玉SMART編成機関として埼玉県八潮市道路陥没事故に久喜高度救助隊や加須特別救助隊、久喜指揮隊を派遣